# Breg, Sevnica
Breg este o localitate din comuna Sevnica, Slovenia, cu o populație de 157 de locuitori.